# Antennella tubulosa
Antennella tubulosa är en nässeldjursart som först beskrevs av V.S. Bale 1894.  Antennella tubulosa ingår i släktet Antennella och familjen Halopterididae. Inga underarter finns listade i Catalogue of Life.